# 立山駅
立山駅（たてやまえき）は、富山県中新川郡立山町芦峅寺千寿ヶ原にある富山地方鉄道・立山黒部貫光の駅である。

## 利用可能な路線
- 立山線（富山地方鉄道） - 駅番号はT56
- 立山ケーブルカー（立山黒部貫光）

## 歴史
- 1954年（昭和29年）
  - 4月1日：立山線粟巣野駅 - 千丈ヶ原駅間の鉄道敷設免許権を富山地方鉄道から立山開発鉄道に譲渡[3][5][6]。
  - 6月1日：千丈ヶ原駅の名称を千寿ヶ原駅に変更[5]。
  - 8月1日：粟巣野駅 - 立山仮駅間が開業[5][6]。
  - 8月13日：立山開発鉄道立山ケーブルカー（鋼索線）千寿ヶ原駅開業[5][7]。
- 1955年（昭和30年）7月1日：立山開発鉄道立山線立山仮駅を500 m延伸し[5]千寿ヶ原駅が開業[3][6]。電鉄富山駅との直通運転を開始する[3]。
- 1962年（昭和37年）4月1日：立山開発鉄道立山線（小見駅 - 千寿ヶ原駅間）が富山地方鉄道に譲渡[3][5][6]。立山線は全線富山地方鉄道の路線となり、鉄道線は同社の駅となる。鋼索線は従来どおり立山開発鉄道のまま。
- 1969年（昭和44年）
  - 5月28日：昭和天皇、香淳皇后が第20回全国植樹祭に合わせて県内を行幸啓。お召し列車（電車）の発着[8]。
  - 6月1日：貨物営業を廃止[9]。
- 1970年（昭和45年）7月1日：立山駅に改称[1][6][7][10]。
- 1982年（昭和57年）
  - 9月28日：新駅舎が竣工[11]。
  - 10月19日：2階に佐伯宗義記念室オープン[12]。
- 1995年（平成7年）9月1日：駅前広場の立山連峰をイメージしたモニュメント（ステンレス製、高さ12 m、10 m、8 mの三基を組み合わせたもの）の除幕式が行われる[13]。
- 2005年（平成17年）10月1日：立山開発鉄道が立山黒部貫光と合併。鋼索線が立山黒部貫光の駅となる[14]。
- 2022年（令和4年）：ふるさと納税制度を利用して立山駅前の無電柱化　看板の統一が行われる[15][16]。

## 駅構造
立山黒部アルペンルートの富山県側の入口となる当駅は、富山方面の鉄道（富山地鉄立山線）とアルペンルートの立山ケーブルカーが接続する二層構造の駅である。山の斜面に造られており、駅前広場に面した出入口は2階にある。立山ケーブルカー乗り場は2階、富山地鉄線乗り場は半地下である1階にあり、それぞれ別改札となっている。
特徴的なのはアルペンルートの出札カウンターの配置である。観光バスや自家用車客を優先し、乗換動線上ではなく駅前広場側に置かれている。立山ケーブルカーは乗車便指定制であり、多客期には駅前広場まで行列ができることもある。
1階にも線路沿いに小さな出入口があり、富山方にある踏切の横から出入りできる。トイレは1階にも2階にもある。レストランや売店、無料休憩所なども備える。

### 富山地方鉄道
出改札口、乗り場はすべて1階にある。券売機、ICカード改札機（ecomyca）を備える。3面2線の頭端式櫛形ホームで、留置線も置かれている。トイレは改札外にある。基本的に列車別改札を実施する。

### のりば
| のりば | 路線    | 方向 | 行先                                                |
| ------ | ------- | ---- | --------------------------------------------------- |
| 1・2   | ■立山線 | 上り | 岩峅寺・寺田・（■本線経由）電鉄富山・宇奈月温泉方面 |

原則として改札口そばの1番のりばを使用し、2番のりばは臨時用としての位置づけ（1日数本の発着設定あり）となっている。かつては大阪駅、新名古屋駅（現：名鉄名古屋駅）から当駅までの直通列車があった。

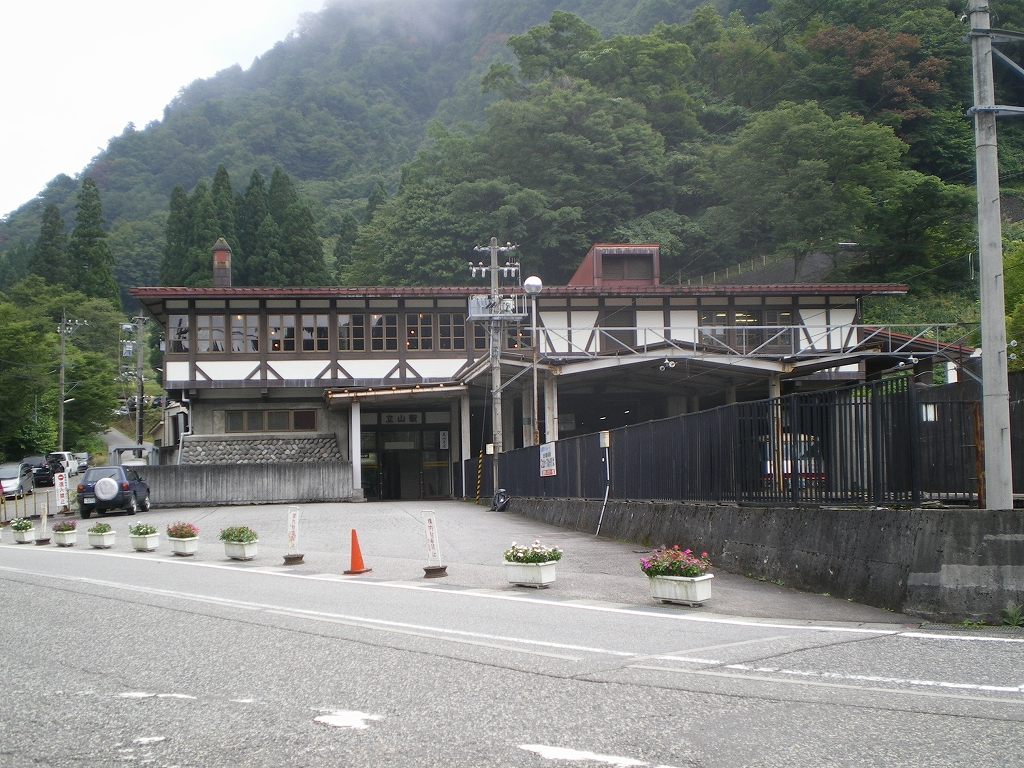
駅舎西側出口（2009年9月。1階に直結）
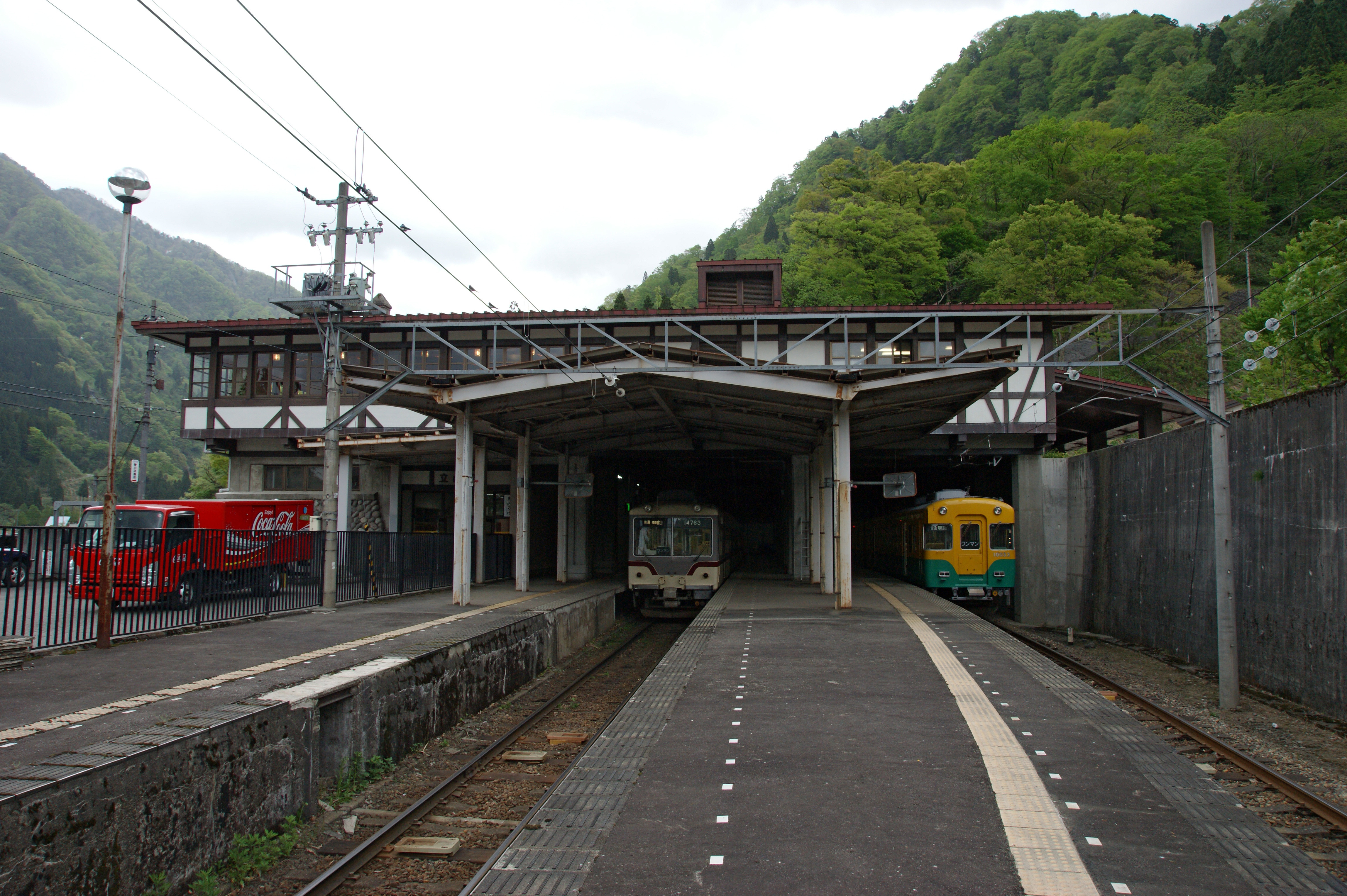
富山地方鉄道のホーム（2008年5月）
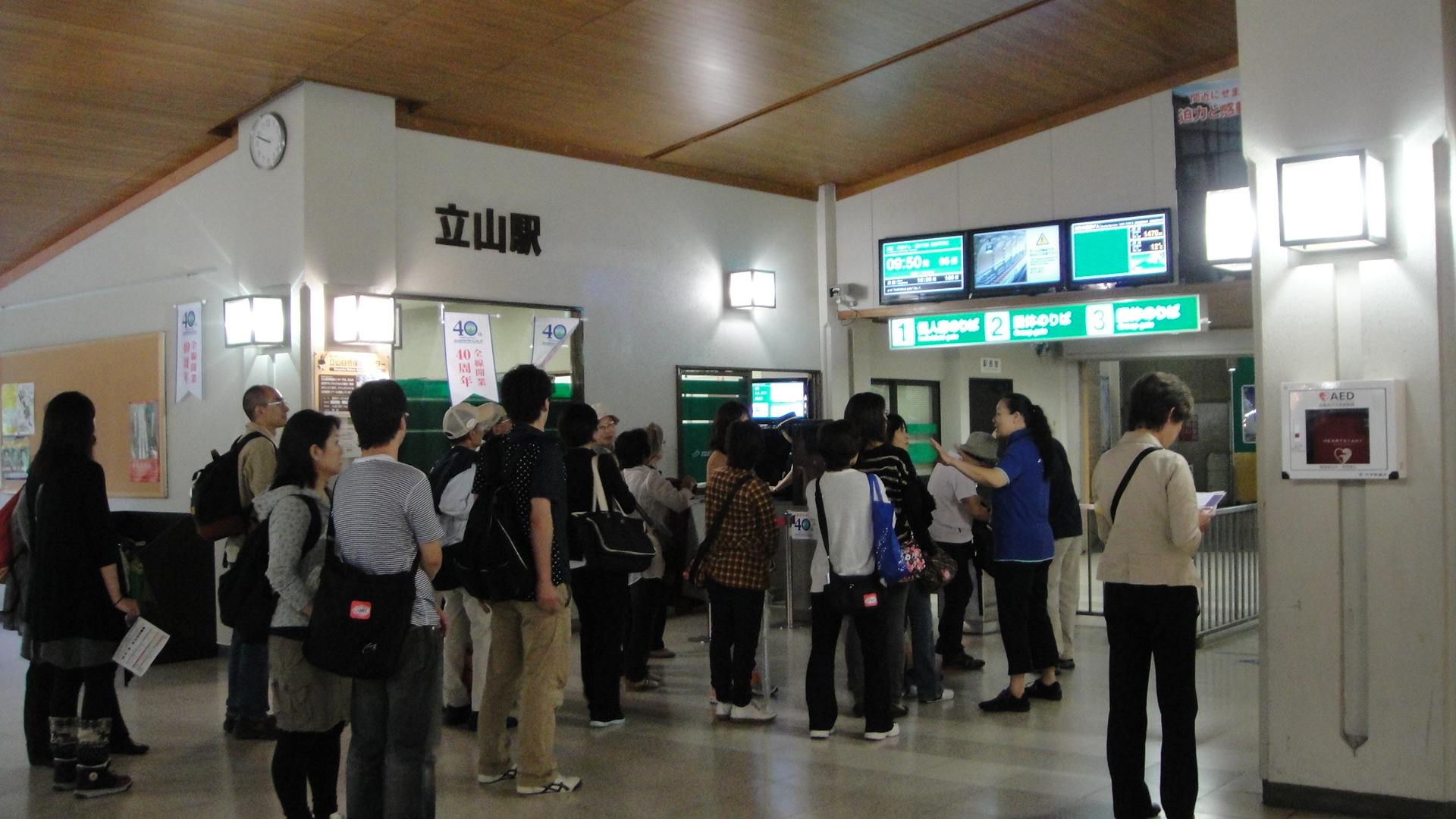
立山ケーブルカーの改札付近（2011年9月）
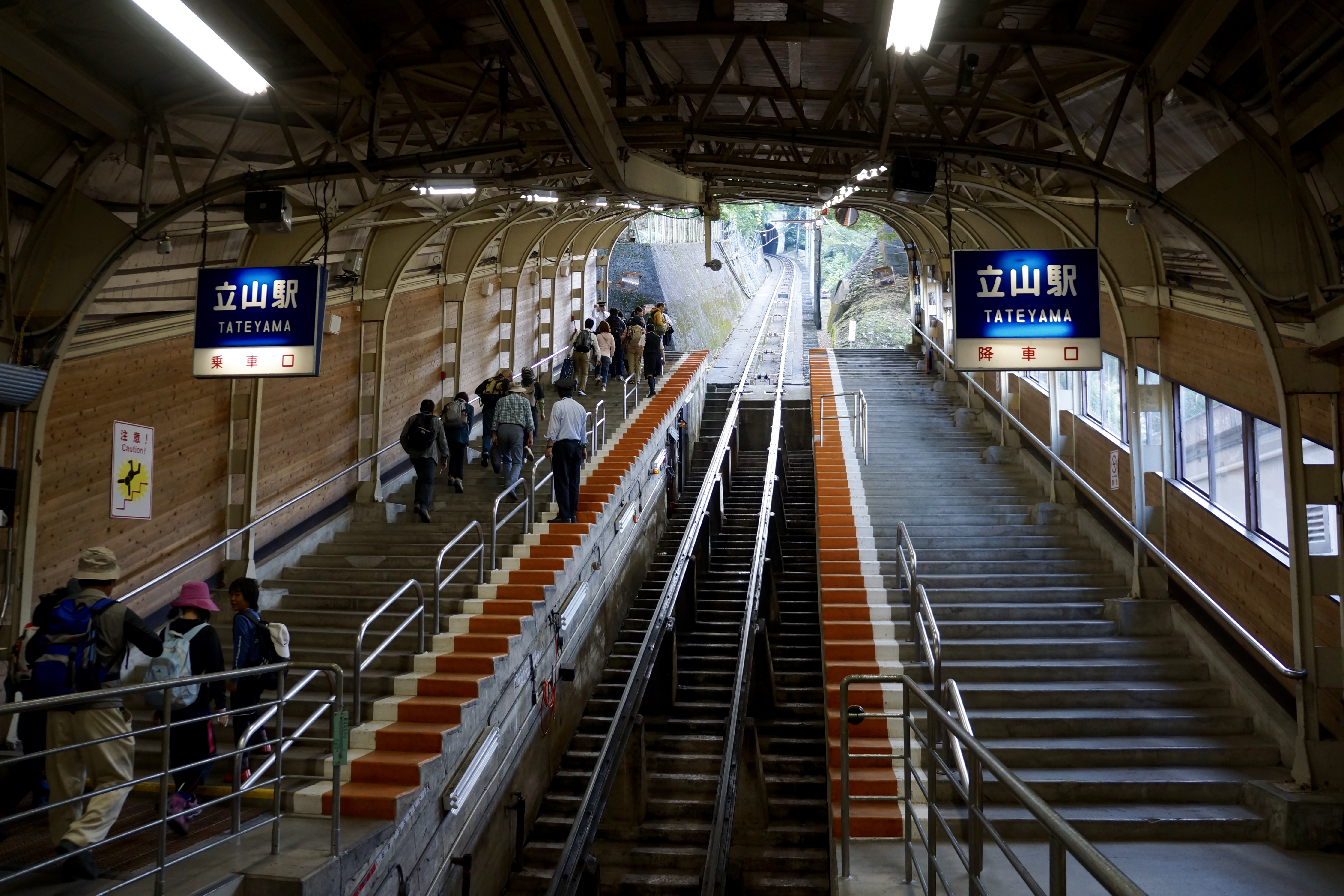
立山ケーブルカーのホーム（2015年9月。右は「おりば専用」）

## 利用状況
「富山県統計年鑑」と「統計たてやま」によると、2019年度の富山地方鉄道の1日平均乗降人員は560人である。
近年の1日平均乗降人員は以下の通り。
| 年度   | 富山地鉄         |
| 年度   | 1日平均 乗降人員 |
| ------ | ---------------- |
| 1995年 | 628              |
| 1996年 | 714              |
| 1997年 | 668              |
| 1998年 | 562              |
| 1999年 | 503              |
| 2000年 | 471              |
| 2001年 | 406              |
| 2002年 | 390              |
| 2003年 | 387              |
| 2004年 | 365              |
| 2005年 | 309              |
| 2006年 | 315              |
| 2007年 | 308              |
| 2008年 | 336              |
| 2009年 | 319              |
| 2010年 | 299              |
| 2011年 | 265              |
| 2012年 | 266              |
| 2013年 | 352              |
| 2014年 | 392              |
| 2015年 | 591              |
| 2016年 | 592              |
| 2017年 | 623              |
| 2018年 | 620              |
| 2019年 | 560              |
| 2020年 | 169              |
| 2021年 | 212              |
| 2022年 | 329              |
| 2023年 | 471              |

## 駅周辺
立山黒部アルペンルート富山県側の発着地であり、観光バスや自家用車からの乗り継ぎも多い。当駅前には個人経営の食堂などが存在し、環境的制約の大きいアルペンルート沿線では数少ない例となっている。
- 立山バスセンター
当駅とは別個の建物。ただし、バス乗り場は駅舎前にある。
- ロコモーション コーヒーアンドベッド - カフェ併設のゲストハウスで立山町観光協会の案内所が入っている[2]。
廃業した旅館の建物などを活用して2022年10月オープン[2]。木造2階建てで1階部分にカフェと立山町観光協会の案内所がある[2]。
- 駅前ロータリー
2022年までに電柱を撤去、移設する電線類地中化がクラウドファンディングなどを活用して進められた[20]。
- 常願寺川
- 立山山麓スキー場
  - 極楽坂エリア（旧 極楽坂スキー場）
  - らいちょうバレーエリア（旧 らいちょうバレースキー場）
  - 粟巣野スキー場
- 立山カルデラ砂防博物館
- 立山砂防軌道千寿ヶ原連絡所
- 国立登山研修所（独立行政法人日本スポーツ振興センター所管）

## 隣の駅
富山地方鉄道
■立山線
■アルペン特急（下り到着列車のみ）
寺田駅 (T08) → 立山駅 (T56)
■特急
有峰口駅 (T54) - 立山駅 (T56)
■普通
本宮駅 (T55) - 立山駅 (T56)
（1981年までは本宮駅‐立山駅間に粟巣野駅があった。）
立山黒部貫光
■立山ケーブルカー（鋼索線）
立山駅 - 美女平駅

### 「たてやま」と読む他の駅
- 楯山駅 - JR東日本仙山線の駅
- 館山駅 - JR東日本内房線の駅